# Єпішин Василь Михайлович
Василь Михайлович Єпішин (рос. Василий Михайлович Епишин; нар. 14 липня 1907, с. Срезневе, Рибновський район, Російська імперія — пом. 1981, Москва, СРСР) — радянський футболіст та тренер, захисник. Майстер спорту СРСР.

## Життєпис
До початку проведення чемпіонатів СРСР серед клубів грав за команди «Червоне Перово» Перово (1924-1929), «Виборзький металіст» Ленінград (1930), «Динамо» Ленінград (1931, 1934), «Червона зоря» Ленінград (1932), ЗІС Москва (1933, 1934-1935), «Динамо» Київ (1933). Виступав за збірну Української РСР.
У першості СРСР грав за московське «Торпедо» в 1936-1938 роках, в чемпіонаті в 1938 році зіграв 4 матчі, капітан команди в двох останніх сезонах. У 1939 році в групі «Б» в складі московського «Буревісника» в 15 поєдинках забив два м'ячі, після чого завершив кар'єру гравця.
Учасник Німецько-радянської війни, нагороджений орденами і медалями.
Працював старшим тренером у командах «Торпедо» Ульяновськ (1947), «Буревісник» Кишинів (1950-1951), «Динамо» Смоленськ (1952), «Торпедо» Владимир (1956-1958), «Спартак» Станіслав (1958-1960), «Текстильник» Смоленськ (1960), «Спартак» Смоленськ (1961), «Прогрес» Зеленодольськ (1963), «Торпедо» Липецьк (1964), «Амур» Благовєщенськ (1965-1966), «Согдіана» Самарканд (1967).
Помер у 1981 році в Москві.